# Podjenin

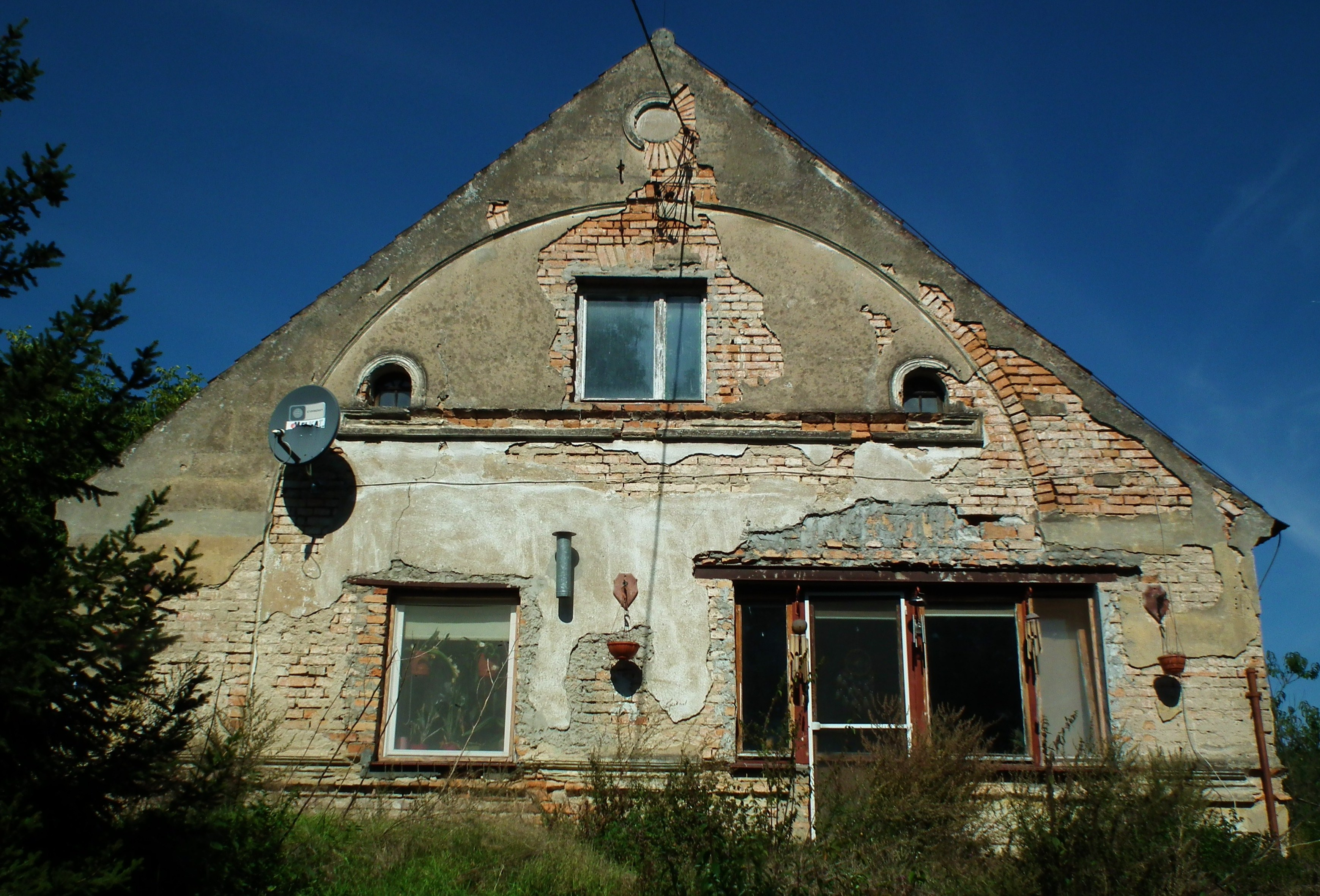
Stara architektura wsi

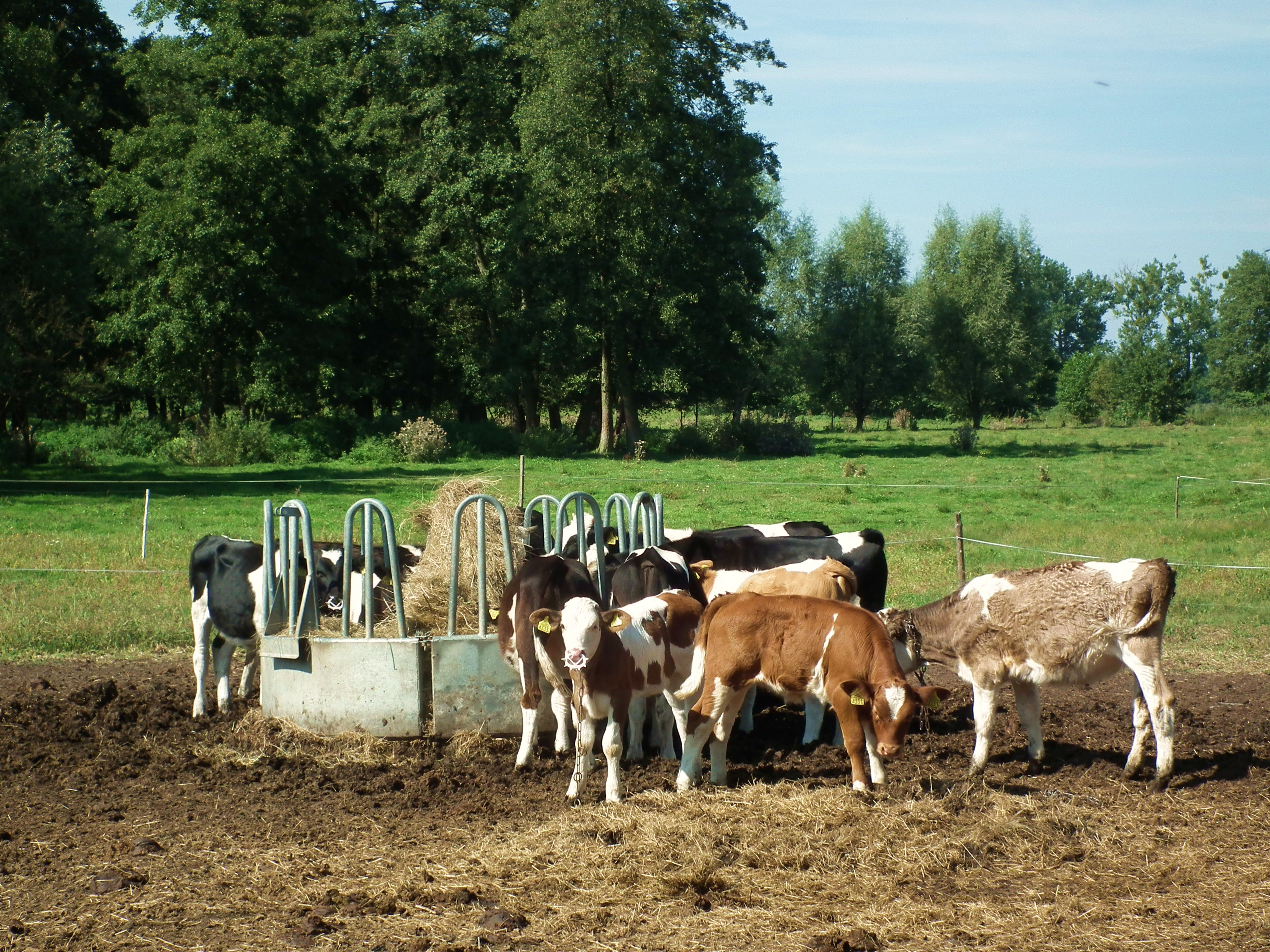
Hodowla bydła na błotach nadwarciańskich we wsi

Podjenin (do 1945 niem. Unter Gennin) – wieś w Polsce położona w województwie lubuskim, w powiecie gorzowskim, w gminie Bogdaniec. Według danych z 2011 r. liczyła 115 mieszkańców.
W latach 1975–1998 miejscowość należała administracyjnie do województwa gorzowskiego. 

## Położenie
Zgodnie z podziałem fizycznogeograficznym Polski według Kondrackiego teren, na którym położony jest Podjenin należy do prowincji Niziny Środkowoeuropejskiej, podprowincji Pojezierza Południowobałtyckiego, makroregionu Pradolina Toruńsko-Eberswaldzka oraz w końcowej klasyfikacji do mezoregionu Kotlina Gorzowska.
Miejscowość położona jest 15 km na południowy zachód od Gorzowa Wielkopolskiego, na terenie błot nadwarciańskich.

## Demografia
Ludność w ostatnich 3 stuleciach:

## Historia
- 1725 – na gruntach Jenina zostaje założona kolonia Genninsch Warthebruch
- 1785 – z kolonii Genninsch Warthebruch wydzielono samodzielne gminy: Alt-Gennin (obecnie Jeninek), Ober-Gennin (obecnie Jeniniec) i Unter-Gennin (obecnie Podjenin)
- 1801 – Podjenin liczy 194 mieszkańców i 33 domy; jest tu 33 osadników olęderskich i 5 komorników (chłopów bezrolnych); kolonia należy do domeny Mironice
- 1874 – rozwiązanie domeny w Mironicach

## Nazwa
Unter-Gennin 1785, 1944; Podjenin 1947

## Administracja
Miejscowość jest siedzibą sołectwa Podjenin.

## Architektura
Kościół pw. Wniebowzięcia Najświętszej Maryi Panny – świątynia poewangelicka zbudowana w 1865.

## Edukacja i nauka
Uczniowie uczęszczają do szkoły podstawowej w Jenińcu.

## Religia
Kościół pw. Wniebowzięcia Najświętszej Maryi Panny w Podjeninie jest filialnym parafii św. Jana Chrzciciela w Bogdańcu.

## Gospodarka
W 2013 r. liczba zarejestrowanych podmiotów gospodarczych wyniosła 7, są to osoby fizyczne prowadzące działalność gospodarczą.